# دهه ۳۲۰ (پیش از میلاد)
دهه ۳۲۰ (پیش از میلاد) ۳۲مین دهه قبل از مبدا شروع تقویم میلادی است.